# Rolf Julin
Rolf Julin (Stockholm, 14 april 1918 – Helsingborg, 26 juli 1997) is een voormalig Zweeds waterpolospeler.
Rolf Julin nam als waterpoloër eenmaal deel aan de Olympische Spelen; in 1948. In 1948 maakte hij deel uit van het Zweedse team dat als vijfde eindigde. Hij speelde zes wedstrijden.
Julin speelde voor de club Stockholms KK.
Folke Eriksson · 
Knut Gadd · 
Erik Holm · 
Olle Johansson · 
Åke Julin · 
Rolf Julin · 
Arne Jutner · 
Rune Öberg · 
Olle Ohlson · 
Roland Spångberg